# GS/OS
Il GS/OS è un sistema operativo proprietario sviluppato da Apple per il suo personal computer Apple IIGS. È basato sul ProDOS e offre un'interfaccia grafica per semplificare alcune delle funzioni comuni di un computer, come il controllo delle periferiche di input/output, l'apertura di documenti, l'avvio di applicazioni. La prima versione ufficialmente distribuita è la 4.0 (1988), l'ultima è la 6.0.1 (1993).

## Storia
Apple rilasciò l'Apple IIGS nel 1986 per contrastare le macchine a 16 bit che si stavano affermando alla fine degli anni ottanta, l'Amiga 1000 e l'Atari ST. Il computer era basato sulla CPU WDC 65C816 a 16 bit ed era dotato di ottime capacità grafiche e di sintesi audio. Su una macchina del genere le interfacce a riga di comando dei precedenti computer ad 8 bit stavano strette. Apple rivide perciò il suo sistema operativo ProDOS adattandolo prima ai 16 bit e poi dotandolo di un Launcher grafico: all'avvio del sistema, invece del prompt dei comandi, all'utente appariva un'interfaccia grafica con cui navigare tra i file del sistema. Il sistema era rudimentale, ed Apple lo sostituì ad inizio 1987 con una versione denominata Apple II DeskTop, derivata dal software MouseDesk prodotto dalla francese Version Soft. Anche questa interfaccia, seppur migliore del Launcher, non era molto funzionale, sia per i numerosi problemi sia per l'assenza di alcune caratteristiche come ad esempio le scorciatoie da tastiera sia, soprattutto, perché offriva un'interfaccia monocromatica.
Un discreto miglioramento si ebbe alla fine dell'anno con il rilascio del System Software 3.1, che sostituiva l'Apple II DeskTop: esso presentava al posto del Launcher un nuovo software che gestiva l'apertura dei file ed il lancio delle applicazioni, il Finder, dotato di un'interfaccia a colori. La versione 3.2, rilasciata ad inizio 1988, migliorava le prestazioni e correggeva alcuni bug.

## GS/OS System 4.0
Grazie alle esperienze maturate con il ProDOS e con l'interfaccia grafica del Macintosh, gli ingegneri Apple svilupparono un nuovo sistema operativo per l'Apple IIGS, denominato GS/OS, che fu presentato nel mese di settembre del 1988 come Apple IIGS System Software 4.0. Il GS/OS non era più un DOS, ossia un sistema operativo per dischi ma un vero sistema operativo: scritto completamente a 16 bit, esso gestiva non solo le operazioni di lettura/scrittura dai dischi ma anche le periferiche di input/output come il mouse, la stampante, la tastiera ed il video (in modalità testo e grafica). Inoltre, aggiungeva qualcosa che i precedenti sistemi Apple non avevano avuto. Fino ad allora, se una macchina usava il ProDOS essa era in grado di usare solo dischi formattati con questo file system; stessa cosa nel caso dell'Apple DOS. Il GS/OS introduceva invece il File System Translator (FST), un meccanismo che traduceva le operazioni di accesso ad un disco nel formato proprio del disco stesso, in maniera del tutto trasparente. Il GS/OS era perciò teoricamente in grado di gestire qualunque disco formattato da qualunque sistema, bastava che fosse disponibile il driver per quello specifico file system.
Il System Software 4.0 integrava inoltre il Finder 1.2, l'Advanced Disk Utility, per formattare e partizionare i dischi, e l'Installer, un programma che permetteva di aggiornare i dischi del sistema operativo. Un'altra novità del GS/OS era la gestione dei driver: bastava porli nella cartella DRIVER del disco di sistema che venivano automaticamente riconosciuti e caricati durante l'avvio della macchina.

## GS/OS System 5.0
Annunciato ad inizio 1989 e rilasciato durante il mese di luglio dello stesso anno, l'Apple IIGS System Software 5.0 migliorava principalmente la velocità del sistema grazie ad una revisione completa del suo codice. Integrava anche un nuovo driver per le unità SCSI, che si sostituiva al firmware della scheda di espansione Apple II SCSI card, ed un differente sistema di lettura dei floppy disk a 3,5" che riduceva drasticamente il tempo di caricamento dei dati. Nel System Software 5.0 veniva introdotto anche il Control Panel, un luogo unificato dove impostare alcune regolazioni del sistema.

## GS/OS System 6.0
L'Apple IIGS System Software 6.0 fu rilasciato nel mese di marzo del 1992, dopo 14 mesi dall'ultimo rilascio del GS/OS (la 5.0.4). La versione 6.0 introduceva un nuovo FST capace di accedere anche ai dischi formattati con il formato Macintosh HFS (Hierarchical Filing System) ed i driver di supporto all'Apple Scanner e ad altre nuove schede di espansione Apple. Il Finder fu riscritto completamente, introducendo una nuova voce "Windows" nel menu da cui l'utente poteva passare ad applicazioni magari nascoste sotto altre finestre. Furono aggiunti Archiver, un'utilità con interfaccia grafica per creare copie di backup del disco, synthLAB, un lettore di file MIDI per mostrare le capacità audio della macchina, e una gestione migliorata di supporti multimediali quali i videodischi ed i CD. La versione 6.0.1, anticipata per la fine dell'anno e prevista del supporto alla nuova scheda Ethernet, slittò al 1993 perché nel frattempo Apple decise di togliere l'Apple IIGS dal commercio e di cancellare lo sviluppo della suddetta scheda.